# Reilingen

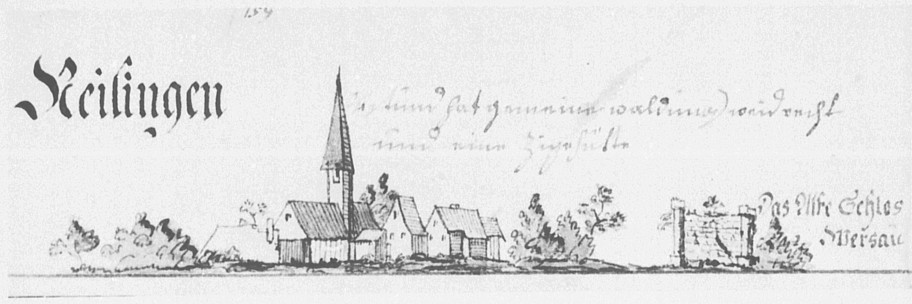
Reilingen 1782

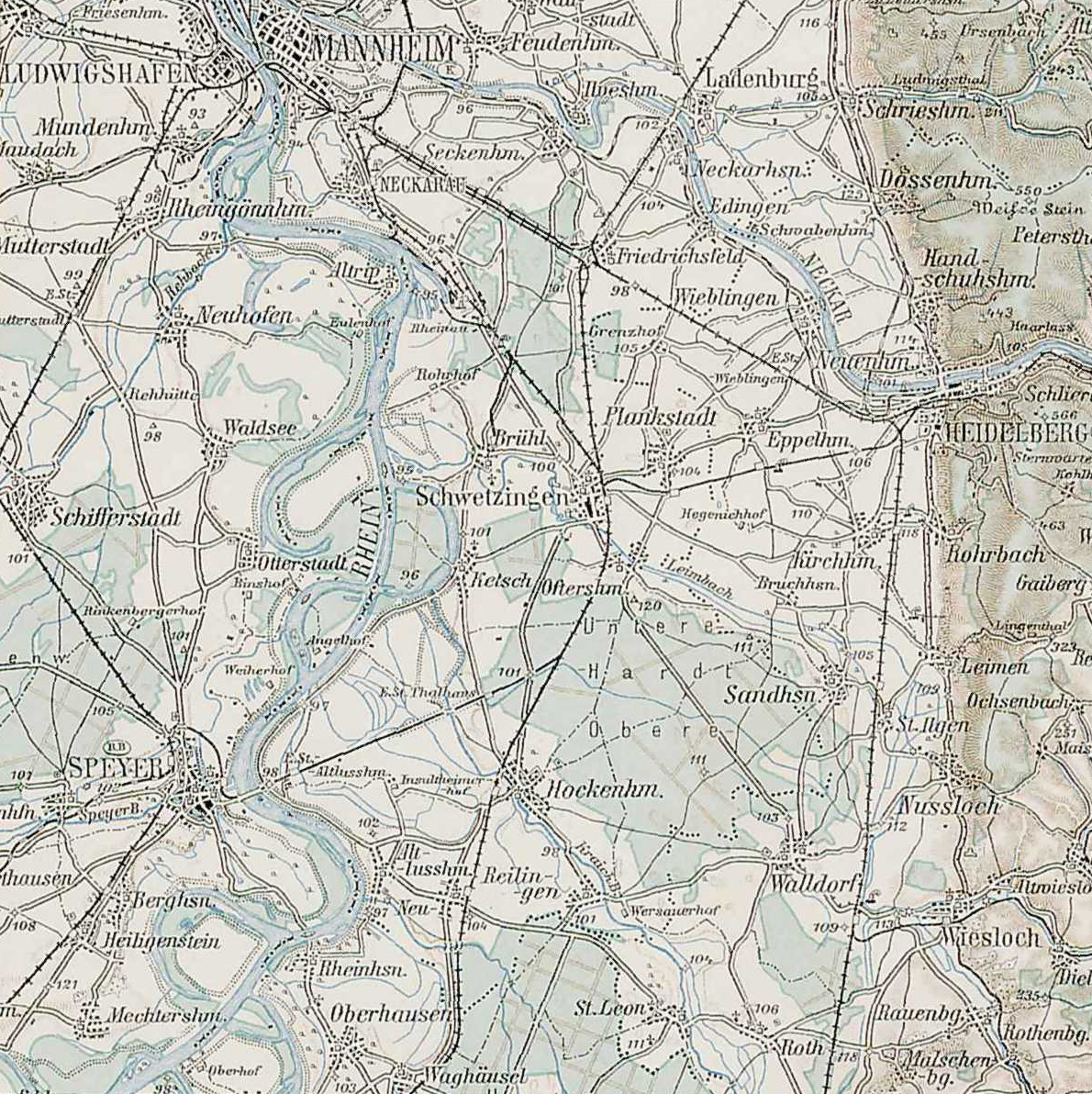
Reilingen und Umgebung 1907

Reilingen ist eine Gemeinde mit etwa 8000 Einwohnern im Rhein-Neckar-Kreis in Baden-Württemberg.

## Geographie

### Lage und Naturraum
Reilingen liegt in der Metropolregion Rhein-Neckar in der Oberrheinischen Tiefebene zwischen der Schwetzinger Hardt im Norden und der Unteren Lußhardt im Süden. Durch das Gemeindegebiet fließt der Kraichbach.
Die Gemarkung erstreckt sich über 1635 Hektar. Davon sind 16,8 Prozent Siedlungs- und Verkehrsfläche, 38,6 Prozent werden landwirtschaftlich genutzt und 42,9 Prozent sind bewaldet.

### Nachbargemeinden
Angrenzende Gemeinden sind Hockenheim im Norden, eine unbewohnte Exklave von Leimen im Nordosten, Walldorf im Osten, St. Leon-Rot im Südosten, Waghäusel im Süden, Altlußheim im Südwesten und Neulußheim im Westen.

### Gemeindegliederung
Zur Gemeinde Reilingen gehören der Weiler Wersauerhof und das Haus Schloßmühle.

## Geschichte

### Frühe Geschichte
Die Bodenfunde in und um Reilingen deuten auf eine sehr frühe Besiedelung hin. Dies belegt ein fossiles Schädelfragment, das 1978 aus einer Kiesgrube geborgen, von einem der führenden Paläoanthropologen Deutschlands in einem Museum entdeckt, auf ein geschätztes Alter von 300.000 Jahren datiert und 1989 zu Homo erectus („Homo erectus reilingensis“) gestellt wurde. Gegen diese taxonomische Einordnung spricht allerdings, dass das Innenohr des Fossils ein Merkmal aufweist, das Homo heidelbergensis und Neandertaler besonders trennscharf gleichermaßen vom älteren Homo erectus wie vom heute lebenden Homo sapiens unterscheidet: Die Lage der Bogengänge des Innenohrs im Felsenbein der Schädelbasis gleicht der Lage beim Neandertaler, während die Bogengänge des älteren Homo erectus denen des Homo sapiens näher stehen. Das Fossil gehört demnach zu Homo heidelbergensis.
1286 wurde Reilingen als „Villa Reitling“ erstmals urkundlich erwähnt. In unmittelbarer Nähe stand die Burg Wersau, eine Wasserburg in der Kraichbachniederung, die 1155 erstmals genannt und 1622 bzw. 1689 zerstört wurde. Zum Herrschaftsgebiet der Burg gehörten Reilingen und Hockenheim. 1286 erwarb Pfalzgraf Ludwig II. die Burg und die beiden Orte als Pfand vom Hochstift Speyer. Formal gehörten die Gebiete weiter zu Speyer, bis sie während der Mainzer Stiftsfehde endgültig zur Kurpfalz gelangten und in die Kirchheimer Zent eingegliedert wurden. 1689 wurde Reilingen im Pfälzischen Erbfolgekrieg zerstört.

### 19. und 20. Jahrhundert
1803 wurde die Kurpfalz aufgelöst. Damit gelangte Reilingen zu Baden und wurde dem Amt Schwetzingen zugeordnet. 1924 ging es im Bezirksamt Mannheim auf, dem späteren Landkreis Mannheim. Politisch waren seit der Reichsgründung die Nationalliberalen am stärksten, ehe sie 1912 von den Sozialdemokraten übertroffen wurden. Während der Weimarer Republik war das Zentrum die bevorzugte Partei, bis es ab 1930 von der NSDAP abgelöst wurde, die bei der Reichstagswahl 1933 58,3 Prozent der Stimmen erhielt.
Während des Zweiten Weltkrieges besetzten amerikanische Truppen die Gemeinde am 1. April 1945 ohne Gegenwehr.
Nach dem Zweiten Weltkrieg wurden eine Reihe von Infrastrukturmaßnahmen umgesetzt. 1959 war die vollständige Kanalisierung des Ortes abgeschlossen. 1965 wurde die Friedrich-von-Schiller-Schule errichtet und 1976 erweitert. 1971 konnte die Mehrzweckhalle eröffnet werden. Im Rahmen der Kreisreform 1973 kam Reilingen vom aufgelösten Landkreis Mannheim zum neuen Rhein-Neckar-Kreis. Bei der baden-württembergischen Gemeindereform konnte Reilingen seine Selbständigkeit bewahren und ging 1975 mit Hockenheim, Altlußheim und Neulußheim eine Vereinbarte Verwaltungsgemeinschaft ein.

### Einwohnerentwicklung
Um das nach dem Dreißigjährigen Krieg erheblich dezimierte Reilingen zu fördern, genehmigte der Kurfürst 1685 zwölf Piemontesischen Familien die Ansiedlung und befreite sie vom Zunftzwang. Die meisten verließen Reilingen aber bereits kurz danach wieder wegen des Pfälzischen Erbfolgekriegs. Seit dem 18. Jahrhundert nahm die Bevölkerung gleichmäßig zu. Zwischen 1875 und 1961 gab es eine Verdopplung der Einwohnerzahlen, darunter 500 Heimatvertriebene, die Reilingen nach dem Zweiten Weltkrieg aufnahm. Aufgrund der fehlenden Industrie und der vergleichsweise großen Entfernung zu den Großstädten der Region, war dies allerdings die geringste Zunahme aller Gemeinden im Süden der Landkreise Mannheim und Heidelberg.
| Jahr      | 1577 | 1727 | 1777 | 1818 | 1852 | 1905 | 1925 | 1950 | 1961 | 1967 | 1970 | 1987 | 1991 | 1995 | 2005 | 2010 | 2015 | 2020 |
| --------- | ---- | ---- | ---- | ---- | ---- | ---- | ---- | ---- | ---- | ---- | ---- | ---- | ---- | ---- | ---- | ---- | ---- | ---- |
| Einwohner | 175  | 278  | 637  | 850  | 1584 | 2516 | 3009 | 3878 | 4195 | 4892 | 5195 | 6077 | 6533 | 6980 | 7103 | 7139 | 7437 | 7824 |

## Religionen

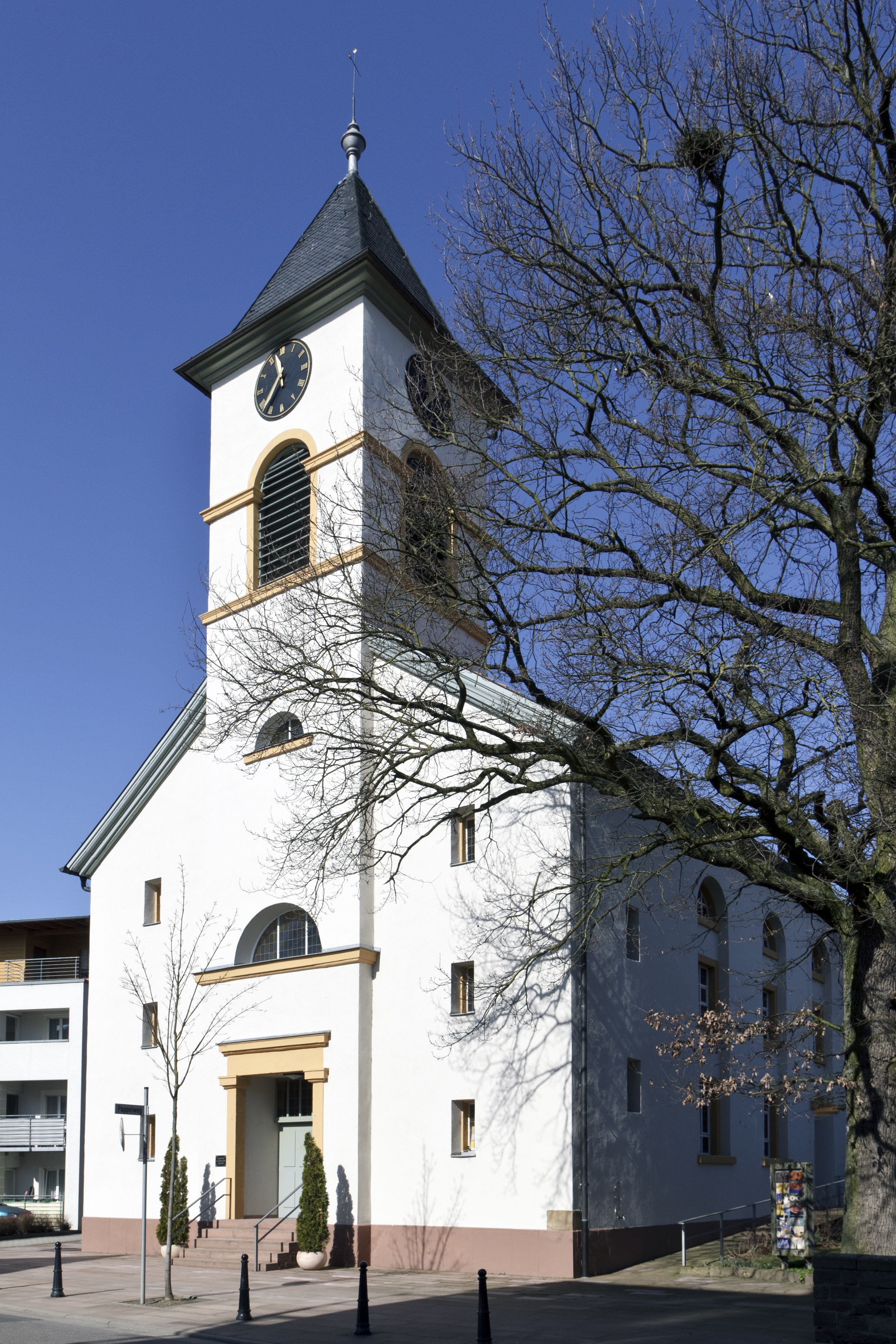
Evangelische Kirche

Reilingen gehört ursprünglich zur Pfarrei Hockenheim. 1446 errichtete die Gemeinde eine Kapelle zu Ehren des heiligen Wendelin. 1498 wurde die Kapelle zur Pfarrkirche erhoben. Als pfälzische Pfarrei erlebte Reilingen die häufigen Konfessionswechsel innerhalb der Kurpfalz als Auswirkungen der Reformationszeit. Die Kirche fiel bei der pfälzischen Kirchenteilung 1705 den Reformierten zu. 1788 konnten die Katholiken ein eigenes Gotteshaus errichten. Die heutige Kirche der katholischen Gemeinde wurde 1901/05 im neugotischen Stil erbaut. Die heutige evangelische Kirche wurde 1819/20 im spätklassizistischen Stil vollendet. 1925 stellten die Protestanten mit 55 Prozent die Mehrheit der Reilinger. Durch den Zuzug von Heimatvertriebenen nach dem Zweiten Weltkrieg waren 1961 jeweils knapp die Hälfte evangelisch und katholisch. Außerdem gibt es eine Gemeinde der Zeugen Jehovas im Ort, welche auch Gottesdienste in Romanes abhält.
Seit dem 18. Jahrhundert gab es Juden in Reilingen. Ihren Höchststand erreichte die Gemeinde 1871 mit 112 Mitgliedern. Danach setzte eine Abwanderung in die Städte ein, besonders nach Frankfurt. Die 1840 von Friedrich Dyckerhoff errichtete Synagoge verkaufte die zu klein gewordene Gemeinde 1929. Von den 1933 noch elf jüdischen Einwohnern verließen einige aufgrund der nationalsozialistischen Verfolgungen Reilingen. 1938 wurden jüdische Wohnungen überfallen und verwüstet. Der letzte verbliebene Jude wurde 1940 im Rahmen der Wagner-Bürckel-Aktion nach Gurs deportiert und später ermordet.

## Politik

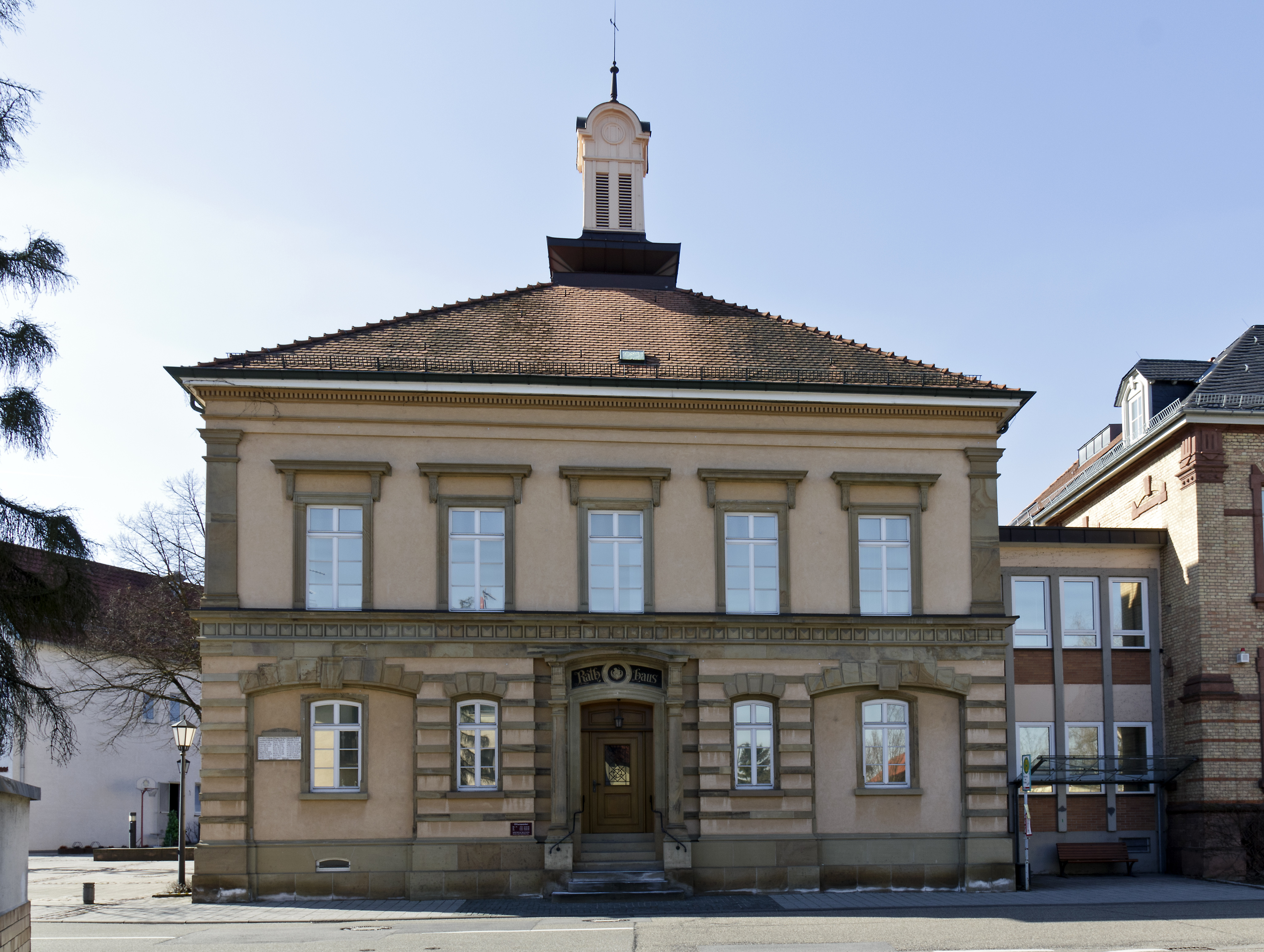
Rathaus

### Gemeinderat
- Linke: 1
- SPD: 4
- Grüne: 2
- FDP: 2
- FW: 5
- CDU: 4

Der Gemeinderat hat 18 ehrenamtliche Mitglieder und wird für jeweils fünf Jahre direkt gewählt. Hinzu kommt der Bürgermeister als stimmberechtigter Gemeinderatsvorsitzender.
Bei der letzten Wahl 2024 gab es folgendes Ergebnis (in Klammern: Unterschied zu 2019):
| Partei                         | Stimmen       | Sitze   |
| FW                             | 26,7 % (−2,8) | 05 (±0) |
| CDU                            | 24,5 % (+4,9) | 4 (±0)  |
| SPD                            | 19,6 % (−1,3) | 4 (±0)  |
| Grüne                          | 13,9 % (−4,9) | 2 (−1)  |
| FDP                            | 11,2 % 0(±0)  | 2 (±0)  |
| Linke                          | 4,1 % (neu)   | 1 (+1)  |
| Wahlbeteiligung: 67,8 % (+4,4) |               |         |

### Bürgermeister
Der Bürgermeister wird in direkter Wahl für eine Amtszeit von acht Jahren gewählt. Seit dem 16. Juni 2013 ist Stefan Weisbrod Bürgermeister von Reilingen.
| - 1882–1888: Bernhard Eichhorn - 1888–1894: Johann Michael Claus - 1894–1903: Bernhard Eichhorn - 1903–1915: Georg Philipp Müller - 1915–1919: Josef Bernhard Kneis - 1919–1928: Ludwig Römpert (SPD) - 1928–1937: Friedrich Karl Eichhorn - 1937–1939: Arthur Kauther | - 1939–1945: Fritz Mannherz - 1945–1952: Ludwig Römpert (SPD) - 1953–1971: Fritz Mannherz (FWV) - 1971–1981: Hermann Kief (CDU) - 1981–1997: Helmut Müller (FWV) - 1997–2013: Walter Klein (CDU) - seit 2013: Stefan Weisbrod (parteilos) |

### Wappen
Die Blasonierung des Wappens lautet: In Blau ein silberner Hasenkopf, oben rechts drei achtstrahlige silberne Sterne.
Das Wappen geht zurück auf ein Siegel aus dem Jahr 1719. Es wurde 1901 vom badischen Generallandesarchiv ausgearbeitet und von der Gemeinde angenommen. Die Bedeutung des Hasenkopfs ist nicht geklärt. Die Farben erinnern an die Wittelsbacher, das Herrschergeschlecht der Kurpfalz.
Die Flagge ist Blau-Weiß.

### Partnerschaften
Reilingen unterhält Partnerschaften mit dem französischen Jargeau (seit 1989) und dem italienischen Mezzago (seit 2007).

## Kultur und Sehenswürdigkeiten

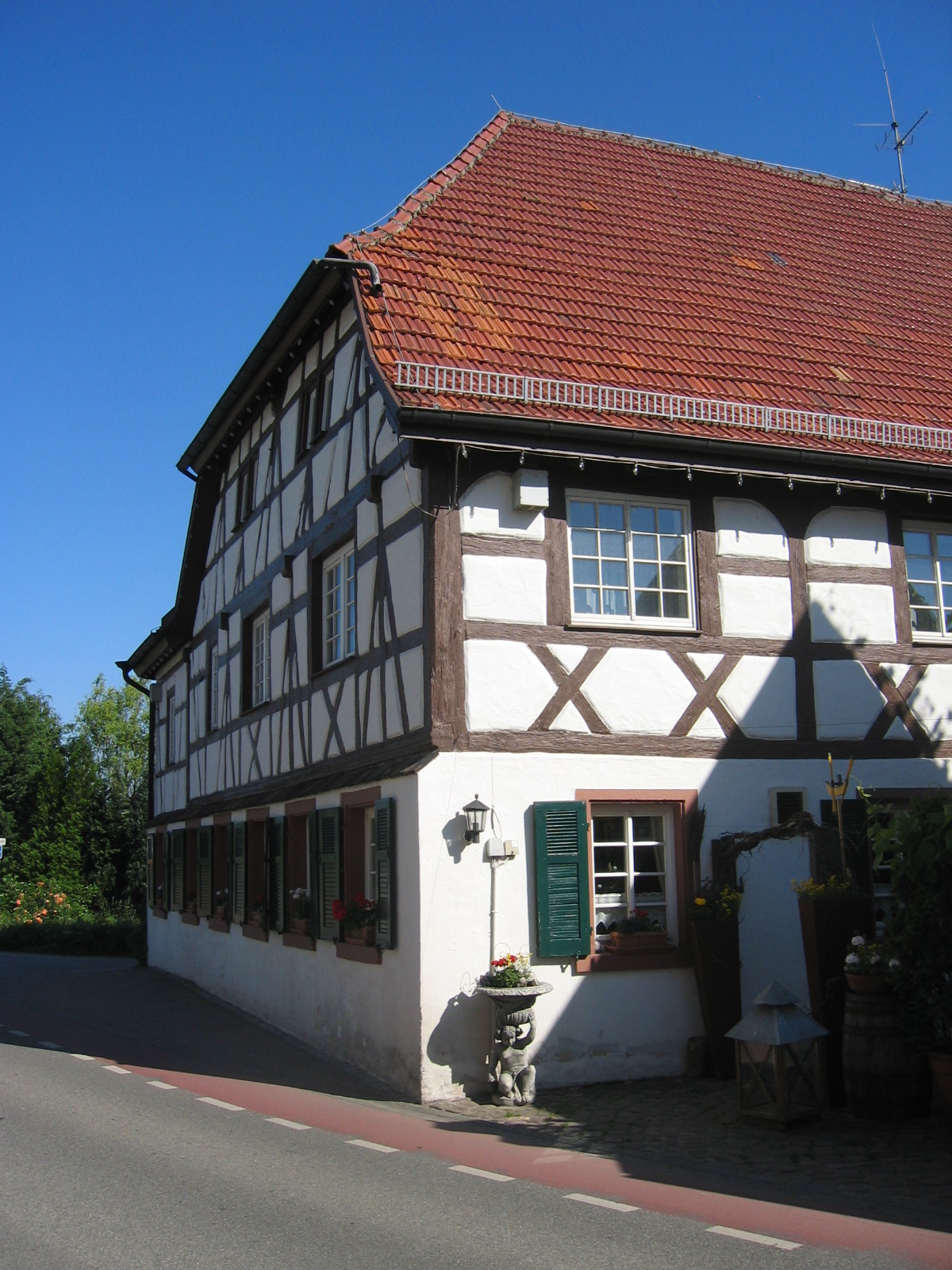
Heimatmuseum Reilingen

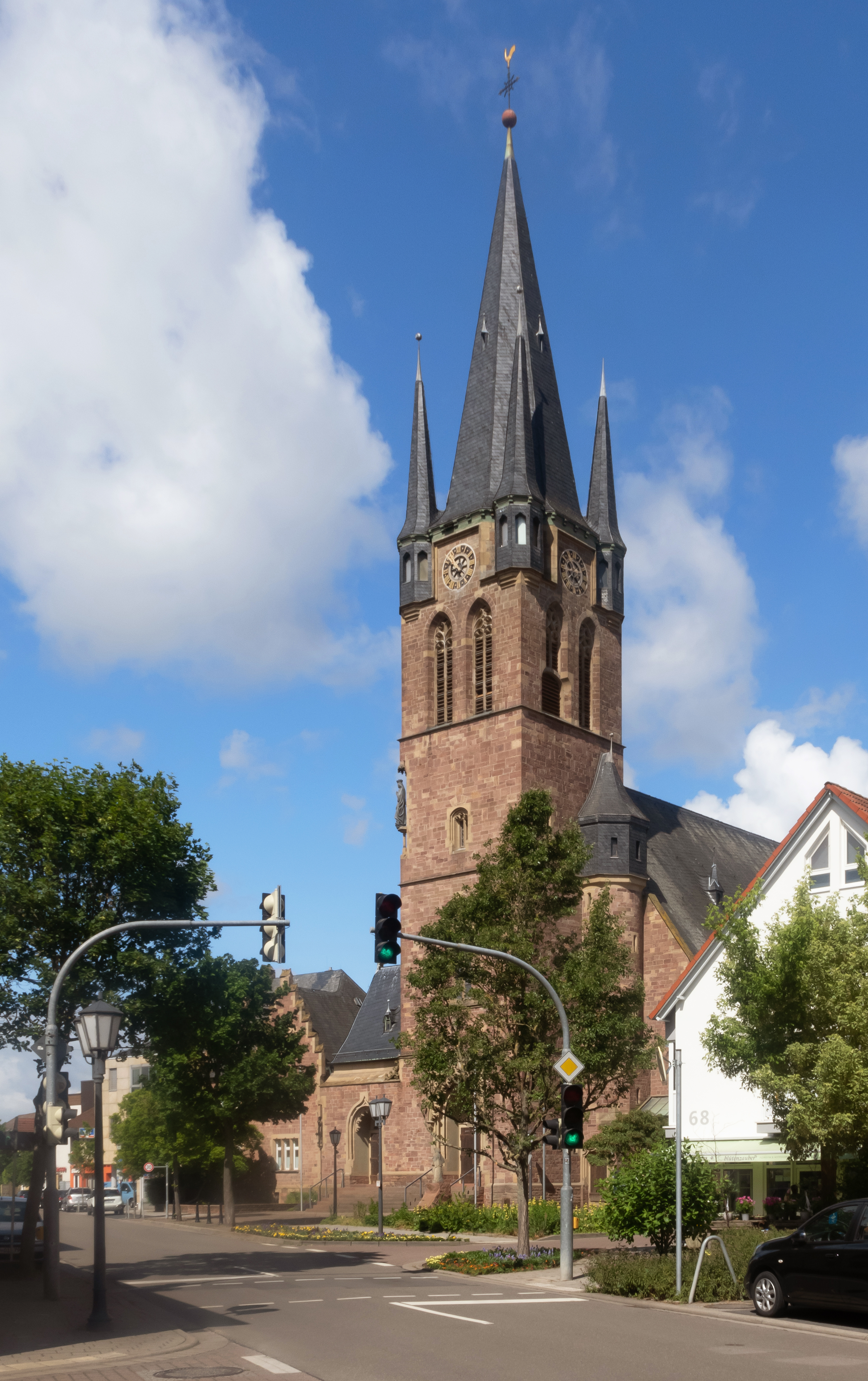
katholische Kirche St. Wendelin

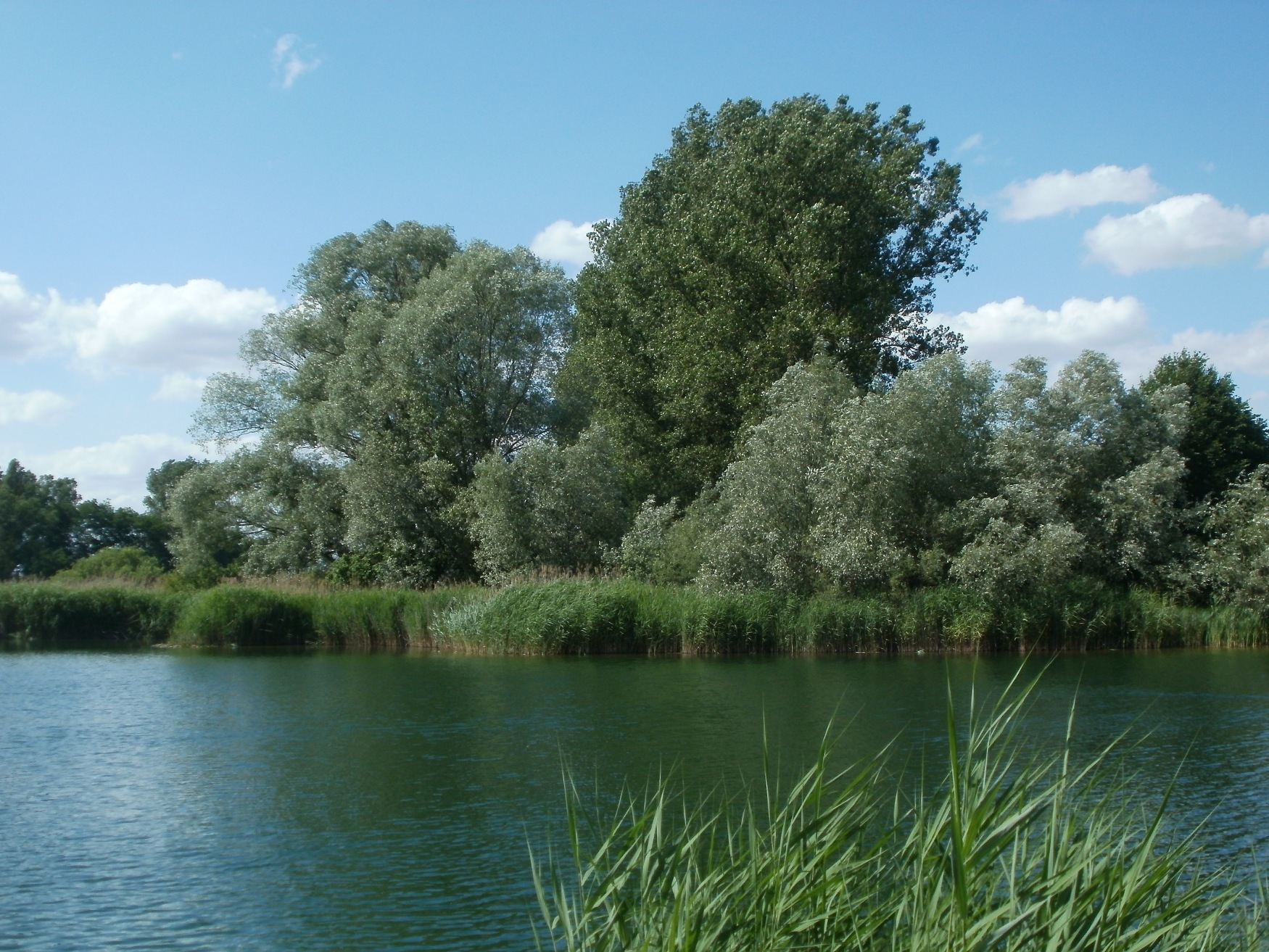
Reilinger See

Reilingen liegt an der Badischen Spargelstraße und der Bertha Benz Memorial Route.

### Heimatmuseum
Seit 1986 besitzt Reilingen ein Heimatmuseum für ländliches Handwerk und Gewerbe in einem der schönsten und ältesten Fachwerkhäuser der Gemeinde. Vom Arbeitskreis „Heimatpflege Nordbaden“ erhielt die Gemeinde 1990 einen Förderpreis im Rahmen des Wettbewerbs „Vorbildliches Heimatmuseum“.

### Spargel und Tabaklehrpfad
Im Frühjahr 1993 wurde der Reilinger Spargel- und Tabaklehrpfad in den Gewannen „Bei den 20 Morgen“, „Weiheräcker“ und „Hoffeld“ eingeweiht. Mit diesem Lehrpfad will die Gemeinde Reilingen allen Interessierten die Sonderkultur Tabak, aber insbesondere den Spargel, lebendig näherbringen. Viele Liebhaber dieses königlichen Gemüses kennen nicht die mühselige Anbauform in der schönsten Zeit des Jahres, die den Spargelbauern an Einsatz und Kraft vieles abfordert.
Darüber hinaus soll er jedoch auch ein Werbemittel sein, um auf das heimische „Frischeprodukt“, das im Wettbewerb mit Spargel aus anderen europäischen und außereuropäischen Anbaugebieten steht, nicht nur hinweisen, sondern besonders auf die Vorzüge eines stechfrisch, d. h. am gleichen Tag geernteten Spargels aufmerksam machen.
Der Spargel- und Tabaklehrpfad beginnt am Parkplatz beim Friedhof Reilingen mit einer übersichtlich gestalteten Streckenbeschreibung. Danach folgen fünf die Sonderkultur Spargel beschreibende, aus Holz gefertigte und daher auch landschaftsgerechte Informationsschilder. Sie befinden sich auf den jeweils nach Alter und Kultivierungsstand unterschiedlichen Spargeläckern und informieren über Historisches und Sorten bis hin zu Erntegegebenheiten. Im Verlauf des Rundweges folgen noch zwei Tabakinformationsschilder, die auch die Sonderkultur Tabak, seit Jahrhunderten in Reilingen angebaut, anschaulich beschreibt.

### Waldfestplatz Heidelberger Weg
Unter den Reilinger Vereinen und den zahllosen Besuchern gleichermaßen beliebt ist der Waldfestplatz am Heidelberger Weg. Er ist ein Gemeinschaftswerk der Gemeinde und der Kultur und Sportgemeinschaft und steht seit 1983 für große und kleine Anlässe zur Verfügung. Der Pavillonbau ist umgeben von Sitzgruppen.
Komplettiert wird die bis in den Herbst hinein gut frequentierte Einrichtung von einer Pergola, einer Brunnenanlage und diversen Spielgeräten für die Kleinen.

### Fränkische Hofanlage
Die unter Denkmalschutz stehende fränkische Hofanlage in der Hauptstraße 12 besteht aus zwei giebelständigen Gebäuden an der Straßenseite und dazwischen einer reich gestalteten Fachwerktoranlage aus dem Jahr 1810. Längsseiten und hofseitige Giebel sind in Fachwerk ausgeführt. Die gut erhaltene Hofanlage gibt Zeugnis eines ortstypischen großen Bauernhofes um 1800.

### Wersau, Fröschau und Kisselwiesen

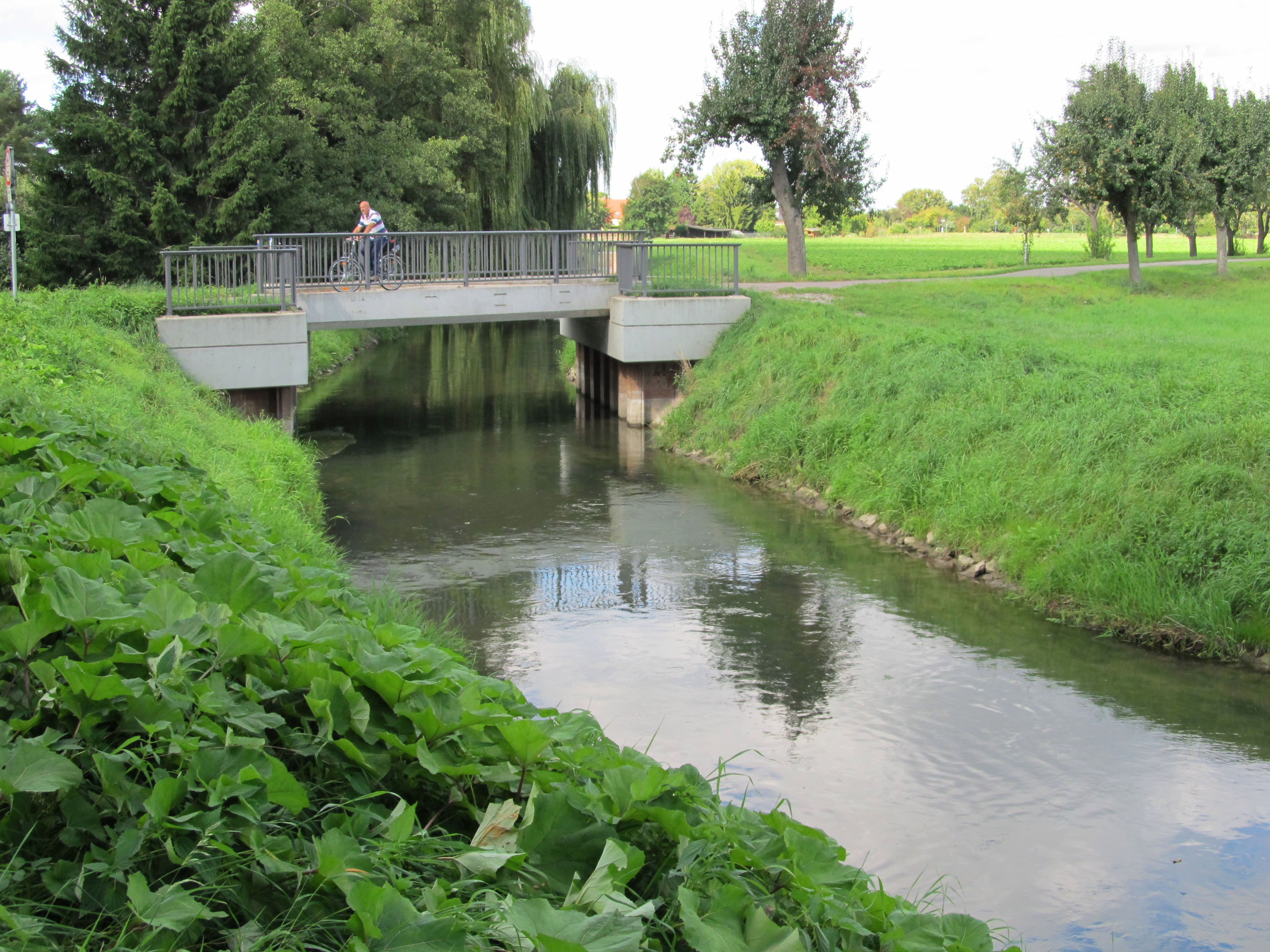
Kraichbach bei Reilingen nahe der Burg Wersau

Südöstlich von Reilingen liegt die Fröschau mit den Kisselwiesen, eine Niedermoor- und Wiesenlandschaft in deren Mitte sich die einst bedeutende Burg Wersau befindet.

### Naturlehrpfad Reilinger See
Nach Abschluss der Kiesförderung wurde 1989 rings um den Reilinger See ein Naturlehrpfad errichtet. Auf dem Rundweg geben Schautafeln einen Überblick über die im Ökosystem See lebenden Tier und Pflanzenarten, vermitteln die örtlichen Gegebenheiten und bringen den Erholungssuchenden die Bedeutung und Schutzwürdigkeit dieses Bereiches näher. Aus Anlass zahlreicher frühgeschichtlicher Knochenfunde befasst sich eine Schautafel auch mit Zeugnissen der Vorgeschichte. Schließlich weist der Reilinger See eine einmalige Besonderheit auf. Hier wurden beim Kiesabbau im Jahre 1978 Schädelfragmente des Reilinger Menschen („homo erectus reilingensis“), einer Spätform des „homo erectus“ gefunden, der ein Alter von 250.000 bis 300.000 Jahre aufweist.

### Musik
Überregional bekannt ist das Hohner-Akkordeon-Orchester (HAO) Reilingen. Das kombinierte Orchester von HAO Reilingen und „Akkordeon im Quadrat“ (Mannheim) nahm 2013, 2016 und 2019 am alle drei Jahre stattfindenden World Music Festival von Innsbruck, dem weltweit größten Akkordeonwettbewerb teil. Nach einem dritten Platz 2013 und einem ersten Platz 2016 jeweils in der zweithöchsten Kategorie errang das kombinierte Orchester 2019 mit 47,8 von 50 möglichen Punkten den ersten Platz in der höchsten Kategorie und wurde damit inoffizieller Weltmeister.

### Sport
Der AV Reilingen war 1982 deutscher Meister und 1980 Vizemeister im Mannschaftsringen. Der Fußballverein SC 08 Reilingen spielt unterklassig. Der Verein brachte unter anderem den Nationalspieler Kurt Niedermayer hervor.

## Wirtschaft und Infrastruktur

### Wirtschaft
Traditionell lebten die Reilinger von der Landwirtschaft. Auf den sandigen Böden des Rheintals kann jedoch klassische Landwirtschaft (Anbau von Getreide und Hackfrüchten) heute weniger denn je rentabel betrieben werden. So setzte man schon früh auf Sonderkulturen. Im 17. Jahrhundert brachten Hugenotten den Tabak in die Kurpfalz. Noch heute zählt Reilingen zu den größten Tabakanbaugebieten Nordbadens. Gegen Ende des 19. Jahrhunderts kam der Spargelanbau hinzu. So hat sich Reilingen zur überregional bekannten „Spargelgemeinde“ entwickelt. Der Spargelanbau wird heute von wenigen Haupterwerbsbetrieben und zahlreichen Nebenerwerbslandwirten betrieben. Dabei spielt die Direktvermarktung eine zunehmend wichtige Rolle.
Dank einer Reihe leistungsfähiger Klein- und Mittelstandsbetriebe aus dem gewerblichen und handwerklichen Bereich sowie dem Dienstleistungsbereich verfügt Reilingen auch über Arbeitsplätze am Ort.

### Verkehr
Nördlich führt an Reilingen die Bundesstraße 39 (Speyer–Sinsheim) vorbei. Im Osten verlaufen die Autobahnen A 6 (Mannheim–Heilbronn) und A 5 (Frankfurt–Karlsruhe).
Reilingen ist an den Busverkehr Rhein-Neckar angebunden. So kommt man in einer halben Stunde ins zehn Kilometer entfernte Speyer und in rund einer Stunde ins 20 Kilometer entfernte Heidelberg. Reilingen gehört zum Tarifgebiet des Verkehrsverbunds Rhein-Neckar.
Die umliegenden 700 Hektar Waldflächen sind mit zahlreichen Rad-, Reit- und Wanderwegen erschlossen.
Durch das Gemeindegebiet verlaufen die folgenden Landes-Radfernwege: 
- Der Heidelberg-Schwarzwald-Bodensee-Radweg führt von Heidelberg nach Radolfzell. Er verläuft von Heidelberg kommend an Reilingen vorbei nach St. Leon und weiter nach Bruchsal und Bretten.
- Der Odenwald-Madonnen-Radweg führt ab Tauberbischofsheim durch den Odenwald bei Hardheim, Walldürn und Buchen, das Neckartal bei Mosbach, Eberbach und Heidelberg bis in die Rheinebene nach Walldorf und weiter über Reilingen, Neulußheim und Altlußheim nach Speyer.

### Medien
Über das lokale Geschehen berichtet die Hockenheimer Tageszeitung. Die Reilinger Nachrichten erscheinen wöchentlich.

### Bildung
In Reilingen gibt es mit der Friedrich-von-Schiller-Schule eine Gemeinschaftsschule. Weiterführende Schulen können in Hockenheim, Walldorf, Schwetzingen und Speyer besucht werden. Für die jüngsten Anwohner bestehen zwei kommunale, zwei römisch-katholische, ein evangelischer und ein privater Kindergarten.

## Persönlichkeiten

### Ehrenbürger
Die Gemeinde hat elfmal die Ehrenbürgerwürde verliehen. Zwei aus der Zeit des Nationalsozialismus wurden nach dem Zweiten Weltkrieg wieder aberkannt.
- 1907: Adolf Ritzhaupt (1840–1916), Fabrikant, Bezirksrat, Kommerzienrat
- 1933: Paul von Hindenburg (1847–1934), Reichspräsident
  - 1933: Adolf Hitler (1889–1945), Ehrenbürgerwürde wurde 1946 aberkannt
  - 1933: Robert Wagner (1895–1946), Ehrenbürgerwürde wurde 1946 aberkannt
- 1958: Franz Riegler (1887–1965), Rektor, Chorleiter
- 1960: Ludwig Römpert (1885–1968), Bürgermeister
- 1965: Lea Ueltzhöffer (1908–1971), Ärztin
- 1975: Fritz Mannherz (1903–1986), Bürgermeister, Kreisrat
- 2004: Helmut Müller (* 1944), Bürgermeister
- 2016: Philipp Bickle (1941–2023), Ortshistoriker
- 2016: Walter Klein (* 1949), Bürgermeister

### Söhne und Töchter der Gemeinde
- Hermann Krämer (1885–1963). Heimatforscher[15]
- Josef Krämer (1901–1991), Theologe, Landtagsabgeordneter (CDU)
- Erich Klaus (* 1953), Ringer, 3. Platz bei der WM 1979, Vize-Europameister 1981 griech.-röm. Stil, Leichtgewicht
- Kurt Niedermayer (* 1955), Fußballspieler beim Karlsruher SC, FC Bayern München, VFB Stuttgart, Trainer der A-Jugend des FC Bayern München

### Persönlichkeiten, die mit Reilingen in Verbindung stehen
- Kurt Tschenscher (1928–2014), FIFA-Schiedsrichter, lebte in Reilingen
- Kurt Eigl (* 1954), Fußballspieler, Karrierebeginn beim SC 08 Reilingen Stationen HSV, SV Darmstadt, TSV 1860 München, Jugendtrainer 1. FC Nürnberg
- Günter Laier (* 1961), Ringer, Deutscher Mannschaftsmeister im Ringen mit AV Reilingen 1982
- Dirk Müller (* 1968), Sachbuchautor und ehemaliger Börsenmakler, lebt in Reilingen
- Marcel Klefenz (* 1986), Fußballspieler, Karrierebeginn beim SC 08 Reilingen